# كريستينا سنجر
كريستينا سنجر (بالألمانية: Christina Singer)‏ (و. 1968  م) هي لاعبة كرة مضرب ألمانية، ولدت في غوبينغن.

## روابط خارجية
- كريستينا سنجر على موقع رابطة محترفات التنس (الإنجليزية)
- كريستينا سنجر على موقع الاتحاد الدولي لكرة المضرب (الإنجليزية)
- كريستينا سنجر على موقع كأس بيلي جين كينغ (الإنجليزية)
- كريستينا سنجر على موقع بطولة ويمبلدون (الإنجليزية)
- كريستينا سنجر على موقع خلاصة التنس.كوم (الإنجليزية)